# یان هاول (بازیکن فوتبال)
یان هاول (انگلیسی: Jan Hawel؛ زادهٔ ۲ آوریل ۱۹۸۸) بازیکن فوتبال اهل آلمان است.